# История Австралии
Австралия была заселена примерно 50 000 лет назад, остатками её коренного населения являются австралийские аборигены. Документированная история Австралии начинается с её открытия европейцами в начале XVII века.
Первая документированная высадка европейца на берегах Австралии произошла в 1606 году — им был голландец Виллем Янсзон. Помимо него в течение XVII века ещё 29 голландских мореплавателей исследовали западное и южное побережье континента, дав ему название «Новая Голландия».
Первый флот британских кораблей высадился в заливе Ботани в январе 1788 года и основал там колонию для осуждённых. В последовавшем столетии британцы основали и другие колонии на континенте, а европейские исследователи проникли вглубь Австралии. В этот период австралийские аборигены были серьёзно ослаблены завезёнными болезнями и их численность сократилась, в том числе и в ходе конфликтов с колонистами.
Произошёл расцвет сельского хозяйства, началась эпоха золотых лихорадок. К середине XIX века во всех шести британских колониях были образованы демократические парламенты. В 1901 году прошёл референдум, на котором колонии высказались за образование федерации. С этого момента началась история Австралии как государства. Австралия сражалась на стороне Британии в обеих мировых войнах и стала долгосрочным союзником Соединённых Штатов со времен угрозы вторжения Японской империи во время второй мировой войны. Усилились торговые связи с Азией, а послевоенная иммиграционная программа привлекла более 6,5 миллионов мигрантов со всех континентов. Послевоенный приток мигрантов из более чем 200 стран позволил населению увеличиться до 23 миллионов человек к 2014 году, а национальной экономике стать 12-й по размеру в мире.

## Австралия до прибытия европейцев

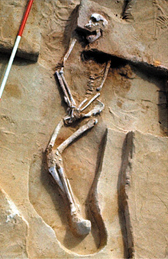
Человек Мунго

Австралия была предположительно заселена от 40 до 60 тысяч лет назад. Люди прибыли в Австралию по морю в то время, когда Новая Гвинея и Тасмания были частью континента, что делает их самыми ранними морскими путешественниками в мире. Заселение континента людьми началось 42—48 тыс. лет назад.
Древнейшим остаткам человека на территории континента, так называемому человеку Мунго, около 40 тысяч лет. Эти останки являются одним из старейших найденных на Земле примеров кремации, что указывает на раннее существование религиозных ритуалов среди австралийских аборигенов. Первые обитатели Австралии были людьми чрезвычайно массивными и очень крупными.
Данные по Y-хромосоме подтверждают гипотезу о нескольких маршрутах для мужчин, попавших в Сахул около 50 000 лет назад, и не подтверждают событий колонизации во время голоцена ни из Индии, ни из других мест. Возраст специфичных для Австралии Y-хромосомных гаплогрупп (C-M347, K-M526*, S-P308) предполагает, что жители Новой Гвинеи и австралийские аборигены были изолированы более 30 000 лет, что подтверждает выводы, основанные на данных митохондриальной ДНК.
Искусство аборигенов считается старейшей продолжающейся традицией искусства в мире. Его возраст оценивают в 30 000 лет и его можно встретить по всей территории Австралии (в частности, на Улуру и в Национальном парке Какаду). С точки зрения возраста и изобилия рисунков, наскальная живопись в Австралии сопоставима с пещерами Ласко и Альтамира в Европе.
В конце плейстоцена, около 13 000 лет назад, в связи с подъёмом уровня мирового океана моря постепенно исчезли крупные участки суши у берегов Австралии: перемычка с Новой Гвинеей на месте современного Торресова пролива, Бассова равнина между Викторией и Тасманией, а также мост с островом Кенгуру. Из-за этого в период 10—12 тыс. лет до нашей эры Тасмания вместе с её населением изолируется от материка, в результате некоторые технологии каменного века, например, использование бумеранга, не смогли достичь тасманийских аборигенов. Во время древнейшего периода истории Австралии в юго-восточной Австралии часто происходили извержения вулканов. В юго-восточной Австралии, на озере Кондах в штате Виктория, найдены полупостоянные поселения с большими запасами продовольствия.
Во 2-м тыс. до н. э., в эпоху первой волны расселения австронезийцев, в Австралии появляется собака динго.
Современный антропологический облик австралийские аборигены приобрели ок. 4 тыс. лет назад.
Существующие оценки численности коренного населения Австралии перед началом колонизации, в конце XVIII века, разнятся в диапазоне между 315 и 750 тысячами человек. Это население было разделено на примерно 250 народов, многие из которых состояли в союзах друг с другом. Каждый народ говорил на своём языке, а некоторые даже на нескольких языках, так что существовало более 250 языков австралийских аборигенов. Около двухсот из этих языков к настоящему времени вымерли.
Быт и материальная культура разных народов существенно отличались. Наибольшая плотность населения была на юге и востоке Австралии, в частности, в долине реки Муррей.

## Контакты австралийских аборигенов с макасарами и меланезийцами
Как показали недавние генетические исследования, у аборигенов на Грут-Айленде имеются носители гаплотипа редкой наследственной болезни Мачадо — Джозефа (MJD), встречающегося также у коренного населения Тайваня, Индии и Японии. Среди коренных австралийцев мутация SCA3 произошла около 7000 лет назад.
Задолго до прибытия европейцев аборигены северного побережья имели длительные контакты с народами за пределами своего континента. Северные племена Австралии (в области Кимберли, Арнем-Ленда, окрестностей залива Карпентария и мыса Кейп-Йорк) в течение тысячелетий поддерживали контакты с соседними народами (в основном носителями австронезийских языков). Даже после окончательного исчезновения сухопутного моста на месте Торресова пролива в результате подъёма уровня моря продолжалось активное перемещение людей и товаров между северным побережьем Австралии и Новой Гвинеей. При этом промежуточными пунктами во время навигации на лодках служили коралловые рифы. Около 2500 лет назад острова Торресова пролива заселили носители меланезийской культуры, в результате чего там появились аборигены островов Торресова пролива, говорящие на австралийских и папуасских языках. Они продолжали поддерживать различные контакты с аборигенами северо-восточной Австралии.
Несколько иной, преимущественно торговый характер носили контакты макасаров, народа, говорящего на языке австронезийской семьи и живущего на территории современной Индонезии, с аборигенами северного побережья Австралии. Они начиная с XVII века на протяжении нескольких веков торговали с аборигенами Австралии, в частности с людьми йолнгу на северо-востоке Арнем-Ленда. Связи между макасарами и австралийскими аборигенами на крайнем севере Австралии и населением Новой Гвинеи и прилегающих островов носили длительный характер, однако эти контакты, как считается, ограничивались лишь торговлей, число смешанных браков было крайне невелико, массовой колонизации не было. Макасарские лодки — проа — упоминаются в сказаниях аборигенов от Брума до залива Карпентария. На северном побережье Австралии существовали временные поселения макасаров для вылова трепанга, высоко ценившегося китайскими торговцами. На Арнем-Ленде обнаружены погребения макасаров. Контакты аборигенов с макасарами не были односторонними — известны также случаи, когда отдельные группы австралийских аборигенов переселялись на остров Сулавеси. О культурном и технологическом обмене между макасарами и коренным австралийским населением свидетельствуют ряд мотивов в аборигенном искусстве, появление таких предметов, как каноэ-долблёнки, табак и трубки для курения, наличие отдельных макассарских слов в аборигенных языках (например, Balanda как обозначение белого человека). Большинство историков считает, что тамаринд в Австралию завезли макасары. Доказано также наличие потомков малайской субрасы среди австралийских аборигенов в результате смешанных браков и миграций.
Через Индонезию редкие сведения о существовании австралийского континента доходили даже до Китая. На карте мира 1603 года, составленной Маттео Риччи, основателем иезуитской миссии в Пекине, на месте, где должна находиться Австралия, написано: «Никто никогда не бывал на этой южной земле, поэтому мы ничего не знаем о ней». На той же карте по-китайски написано «Земля огня и попугаев», так что предположительно китайцы знали о существовании Австралии. Впрочем, имеются и альтернативные объяснения, что огонь подразумевает вулканы Зондского архипелага, а попугаев можно увидеть и на островах севернее Австралии.

## Европейские исследования и освоение Австралии

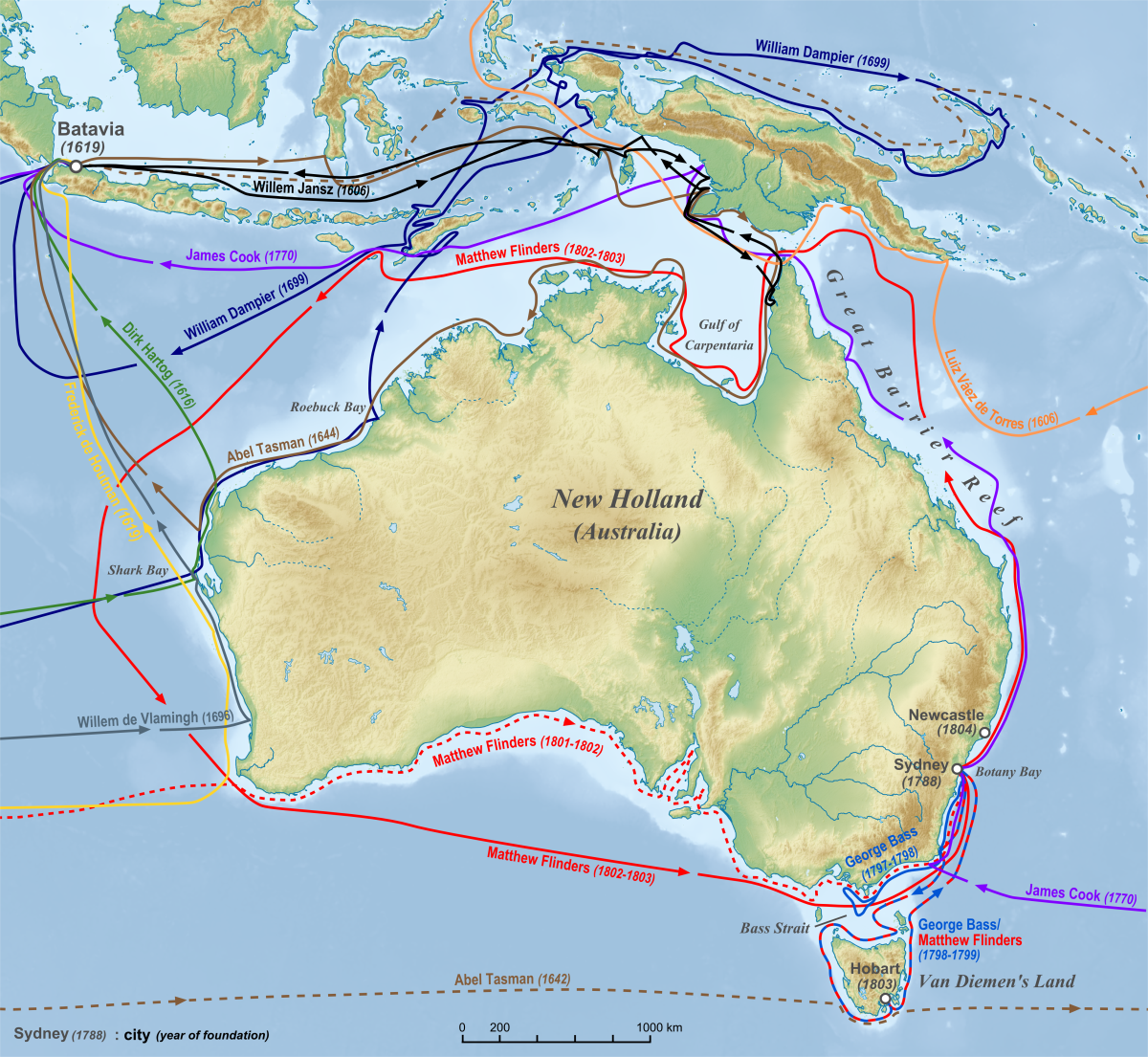
Исследование европейскими мореплавателями Австралии (до 1812 года)
1606 — Виллем Янсзон
1606 — Луис Ваэс де Торрес
1616 — Дерк Хартог
1619 — Фредерик де Хаутман
1644 — Абел Тасман
1696 — Виллем де Вламинк
1699 — Уильям Дампир
1770 — Джеймс Кук
1797—1799 — Джордж Басс
1801—1803 — Мэтью Флиндерс

Существует гипотеза о том, что ещё в XVI веке Австралию видели португальские мореплаватели, но в данное время она не является достаточно обоснованной. Кеннет Макинтайр и другие историки утверждали, что португальцы тайно открыли Австралию в 20-е годы XVI века. Наличие на картах Дьепа надписи «Жав-Ля-Гранд» (фр. Jave La Grande) часто воспринималось ими как доказательство «португальского открытия». Тем не менее карты Дьепа отражают незавершённое состояние географических знаний той эпохи, как фактических, так и теоретических. Хотя теории визитов европейцев до XVII века продолжают привлекать много интереса в Австралии и других странах, они, как правило, считаются спорными и недостаточно доказуемыми.
Первое достоверное сообщение о наблюдении европейцами австралийской территории относится к 1606 году, когда экспедиция голландца Виллема Янсзона на корабле «Дёйфкен» исследовала залив Карпентария и высадилась на берег на полуострове Кейп-Йорк. В 1616 году другой голландец, Дерк Хартог, высадился на берег в Шарк-Бей в Западной Австралии. Побережье Австралии назвали Новой Голландией и объявили владением Нидерландов, но голландцами она так никогда и не осваивалась. Однако ещё в 1606 году испанская экспедиция Педро Фернандеса Кироса высадилась на Новых Гебридах и, полагая, что это — южный континент, назвала его Южная Земля Святого Духа (исп. Austrialis del Espiritu Santo). Позднее в этом же году заместитель Кироса Луис Ваэс де Торрес проплыл через Торресов пролив и, возможно, увидел северное побережье Австралии.
А́бел Янсзон Тасма́н (нидерл. Abel Janszoon Tasman, 1603, Лютьегаст, провинция Гронинген — 8 октября 1659, Батавия (ныне Джакарта) — голландский мореплаватель, исследователь и купец — получил мировое признание за возглавляемые им морские походы в 1642—1644 годах. Первым среди известных европейских исследователей достиг берегов Новой Зеландии, Тонга и Фиджи. Он также открыл Землю Ван-Димена (позже названную в его честь Тасманией, имя мореплавателя также носит Тасманово море). Собранные во время его экспедиций данные помогли доказать тот факт, что Австралия является отдельным континентом; благодаря ему, на картах было отображено западное побережье Австралии. К началу XVIII века усилиями голландских, английских и французских мореплавателей западное побережье Австралии было исследовано и нанесено на карту. Никаких попыток заселить территорию не предпринималось.
За исключением голландских исследований на западном побережье Австралия оставалась неисследованной до первого плавания Джеймса Кука. Первоначально идею основать колонию для изгнанных осуждённых в Южном океане или Terra Australis предложил Джон Калландер. Он сказал:

Этот мир должен предоставить нам совершенно новые вещи, так как до сих пор у нас было настолько мало знаний о нём, как будто мы находимся на другой планете.
Оригинальный текст (англ.)This world must present us with many things entirely new, as hitherto we have had little more knowledge of it, than if it had lain in another planet

В 1769 году лейтенант Джеймс Кук, командовавший кораблём Индевор (англ. HMS Endeavour), путешествовал на Таити, чтобы увидеть прохождение Венеры по диску Солнца. Кук также исполнял секретные инструкции Адмиралтейства по поиску Южного континента:

Существует причина того, что можно представить, что континент или земля значительного размера могут быть найдены к югу от пути путешествий прежних мореплавателей.
Оригинальный текст (англ.)There is reason to imagine that a continent, or land of great extent, may be found to the southward of the track of former navigators.

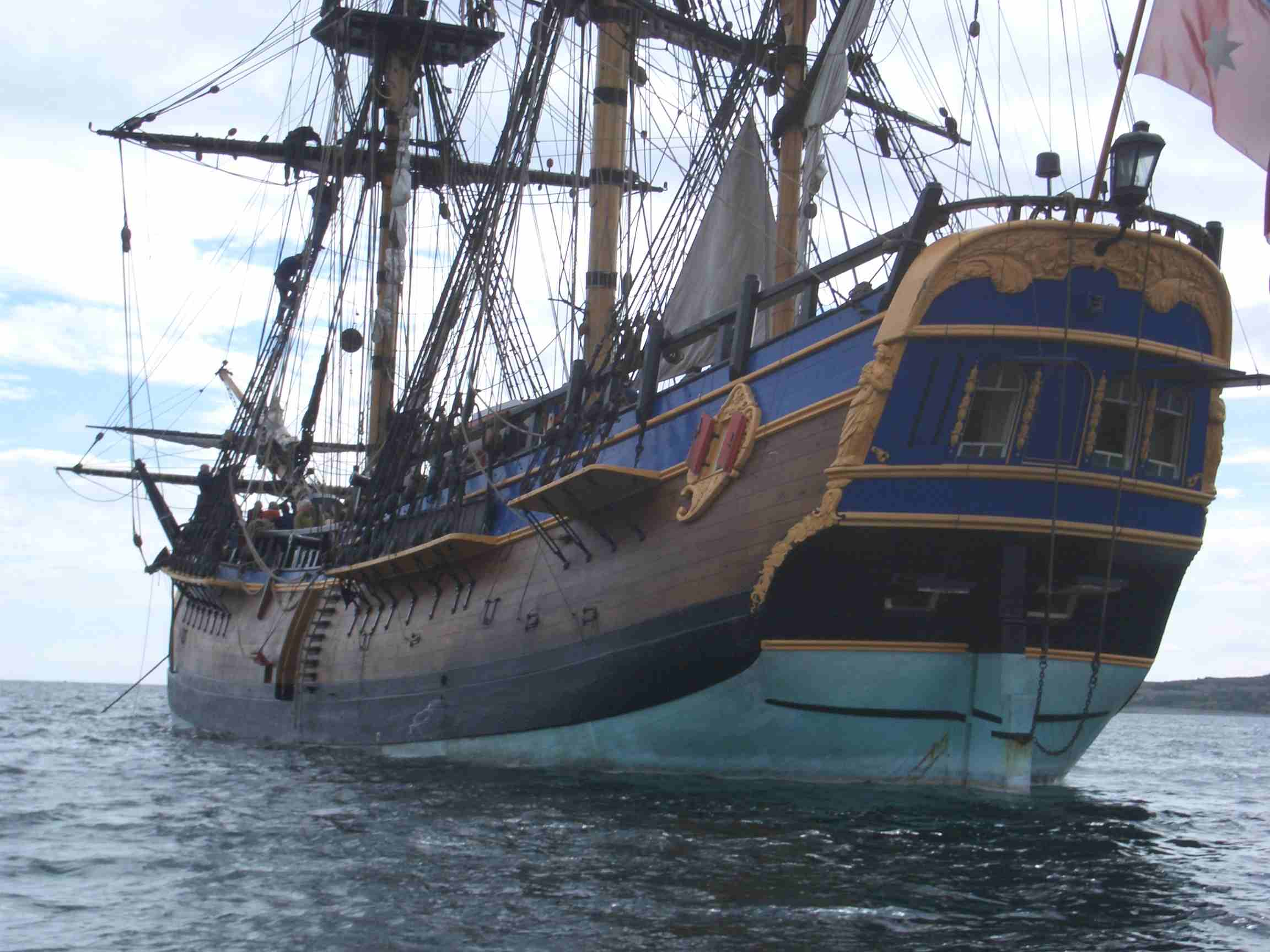
Реконструкция корабля «Индевор»

19 апреля 1770 года экипаж корабля Индевор увидел восточное побережье Австралии и десять дней спустя высадился в бухте Ботани. Кук исследовал восточное побережье, а потом, вместе с натуралистом судна Джозефом Бэнксом, сообщил о благоприятной ситуации для основания в заливе Ботани колонии.
В 1770 году британская экспедиция Джеймса Кука на корабле «Индевор» исследовала и нанесла на карту восточное побережье Австралии, впервые высадившись на берег 29 апреля в заливе Ботани.

### Планы на колонизацию

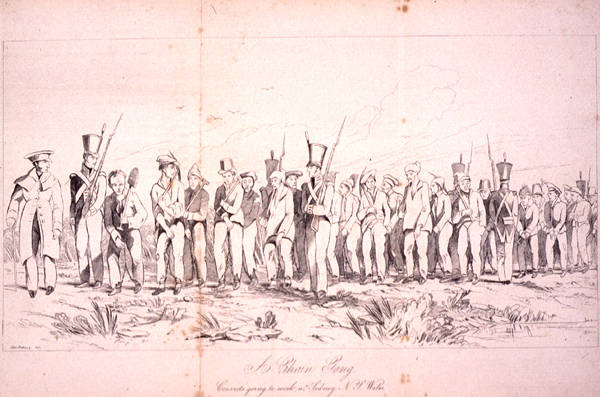
Колонна каторжников в цепях в Сиднее, рисунок Джеймса и Эдварда Бэкхаусов, 1842

## Колонизация

### 1788: Новый Южный Уэльс
26 января 1788 года капитан Артур Филлип основал поселение Сидней-Коув, позже ставшее городом Сидней. Это событие стало отсчётом истории британской колонии Новый Южный Уэльс, а день высадки Филлипа отмечается в Австралии как национальный праздник, День Австралии. Колония включала не только Австралию, но и Новую Зеландию. Заселение Земли Ван-Димена, сейчас известной как Тасмания, началось в 1803 году; в 1825 году она стала отдельной колонией.

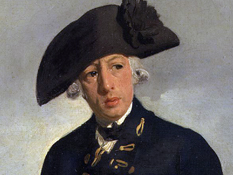
Артур Филлип. Портрет работы Френсиса Уитни (1786 г.). Национальная портретная галерея, Лондон

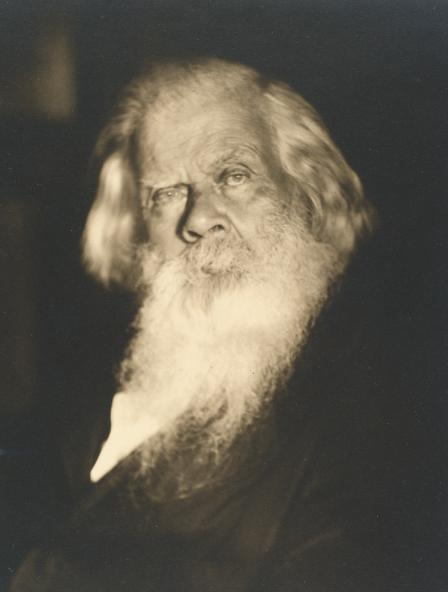
Генри Паркс. Фотография 1893 года

Великобритания формально заявила о своих притязаниях на западную часть Австралии в 1829 году. Новый Южный Уэльс был разделён, и созданы новые колонии: Южная Австралия в 1836 году, Новая Зеландия в 1840, Виктория в 1851, Квинсленд в 1859 году. В 1863 году была основана Северная территория, бывшая до того частью Провинции Южная Австралия.
В 1829 году была основана колония Суон-Ривер, ставшая ядром будущего штата Западная Австралия. Западная Австралия была основана как свободная колония, но затем из-за острой нехватки рабочей силы также стала принимать каторжников. Отправка каторжников в Австралию начала сокращаться в 1840 году и полностью прекратилась к 1868 году.
Колонизация сопровождалась основанием и расширением поселений по всему континенту. Так, в это время были основаны Сидней, Мельбурн и Брисбен. Большие площади были очищены от леса и кустарника и стали использоваться в сельскохозяйственных целях. Это оказало серьёзное влияние на образ жизни австралийских аборигенов и вынудило их отступать от побережий. Численность аборигенов существенно уменьшилась из-за занесённых болезней, к которым у них не было иммунитета. В середине 1800-х годов оставшееся коренное население было перемещено, частью добровольно, частью насильно, в миссии и резервации.

## От автономии к федерации

### Самоуправление колоний и золотые лихорадки
Золотые лихорадки начались в Австралии в 1850-е годы. В 1854 году на золотых приисках произошло Эврикское восстание, ставшее выражением национальной идеи. Флаг, использовавшийся восставшими, рассматривался в качестве кандидата для национального флага Австралии. Золотая лихорадка вызвала приток в Австралию иммигрантов из Великобритании, Ирландии, других европейских стран, Северной Америки и Китая.

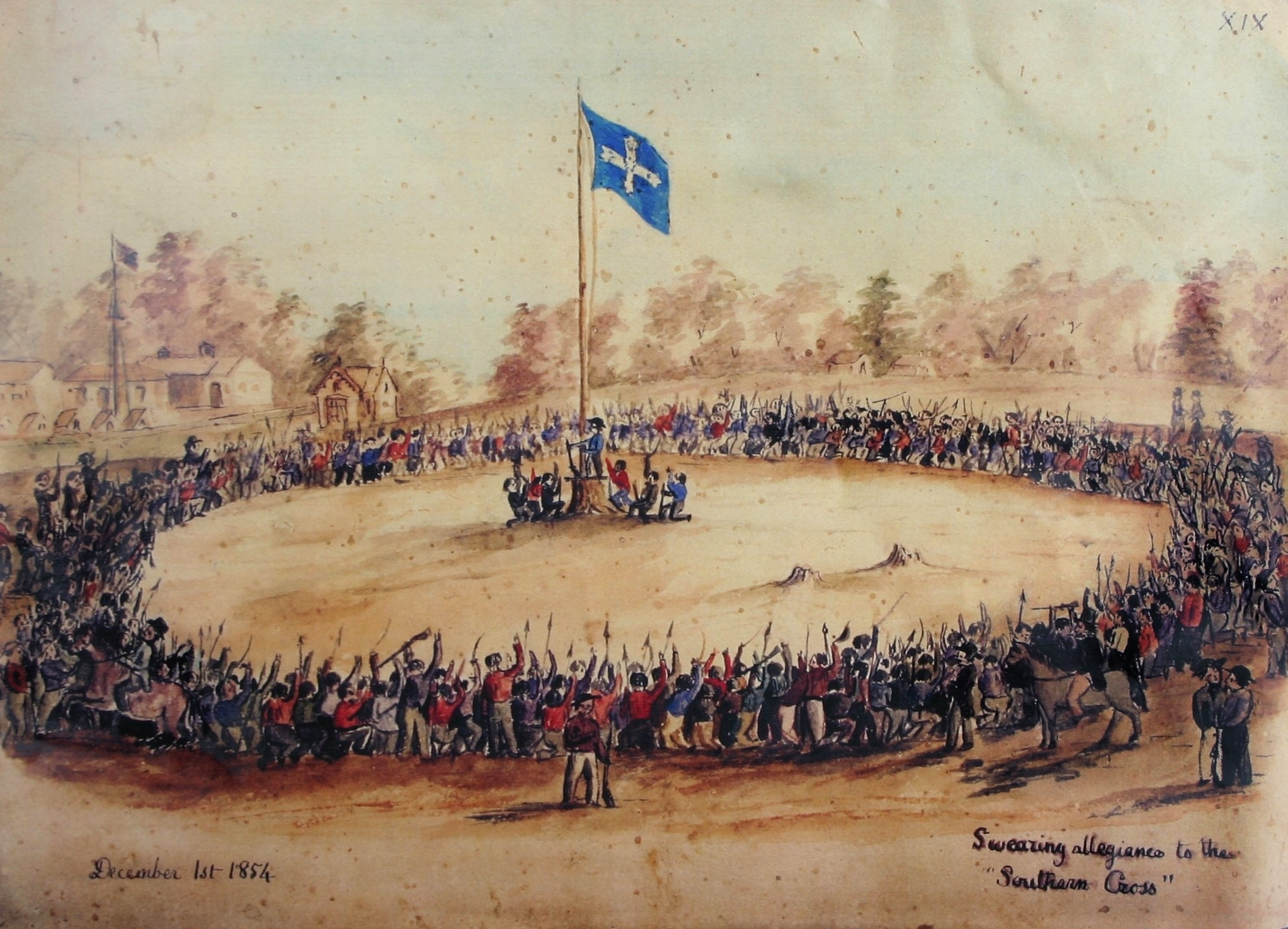
Эврикское восстание. Акварель Шарля Дудье.

В 1855 году Новый Южный Уэльс стал первой австралийской колонией, получившей самоуправление. Он оставался частью Британской Империи, но правительство распоряжалось большей частью внутренних дел. В 1856 году самоуправление получили Виктория, Тасмания и Южная Австралия, в 1859 (с момента основания) — Квинсленд, в 1890 — Западная Австралия. В ведении британского правительства оставались внешняя политика, оборона и внешняя торговля.
За экономическим подъёмом, вызванным открытием золота, последовали благополучные десятилетия, но в 1890-х годах австралийская экономика испытала спад. На его фоне наблюдался рост рабочего движения, а в 1899 году в Квинсленде местные лейбористы стали первой социал-демократической партией в мире, сформировавшей местное правительство (вскоре, в 1904 году, Австралийская лейбористская партия стала первой лейбористской партией, пришедшей к власти на национальном уровне).

## Федерация

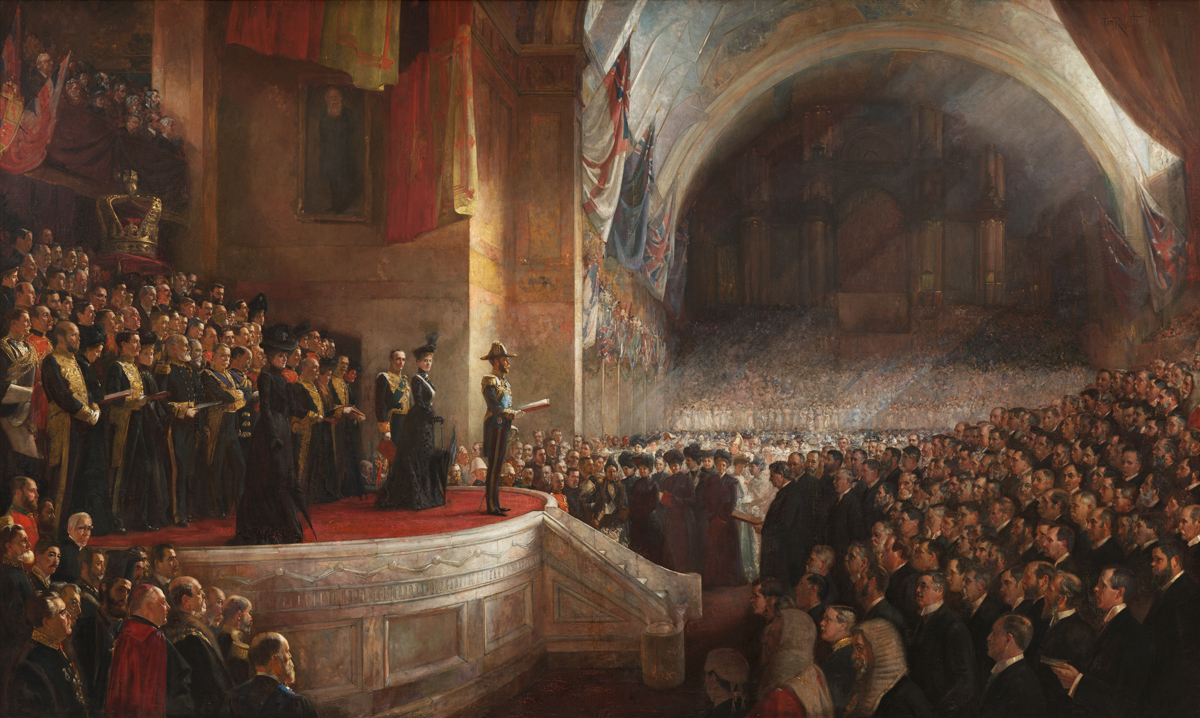
Открытие австралийского парламента в 1901 году, картина Тома Робертса

1 января 1901 года после десятилетней подготовки австралийские колонии объединились в Австралийский Союз, доминион Британской империи.
В 1911 году от Нового Южного Уэльса была отрезана Федеральная столичная территория (с 1938 года Австралийская столичная территория), на которой было начато строительство будущей новой столицы, Канберры. С 1901 по 1927 год столицей Союза был Мельбурн. В том же 1911 году Северная территория была передана из-под контроля штата Южная Австралия в федеральное управление (между 1927 и 1931 годом она была разделена на территории Северная и Центральная Австралия). Кроме того, между мировыми войнами Австралия получила от Великобритании некоторые территории, раньше напрямую подчинявшиеся Лондону: остров Норфолк (1914), острова Ашмор и Картье (1931) и претензии на Австралийскую антарктическую территорию (1933).
Австралия, в силу сильной зависимости от экспорта (главными экспортными продуктами были зерно и шерсть), оказалась существенно подвержена мировому экономическому кризису. В 1932 году уровень безработицы достиг рекордного показателя в 29 %.
По Вестминстерскому статуту 1931 года, который Австралия ратифицировала лишь в 1942 году, она стала фактически независимой от Великобритании. Главой государства оставался британский король.
Во Второй мировой войне Австралия воевала на двух фронтах — в Европе против Германии и Италии как член Британского Содружества, и в Тихом океане против Японской империи. Хотя Япония не смогла провести наземную операцию на территории Австралии, она постоянно угрожала вторжением, а японская авиация бомбила города на севере Австралии.

## Новейшая история Австралии

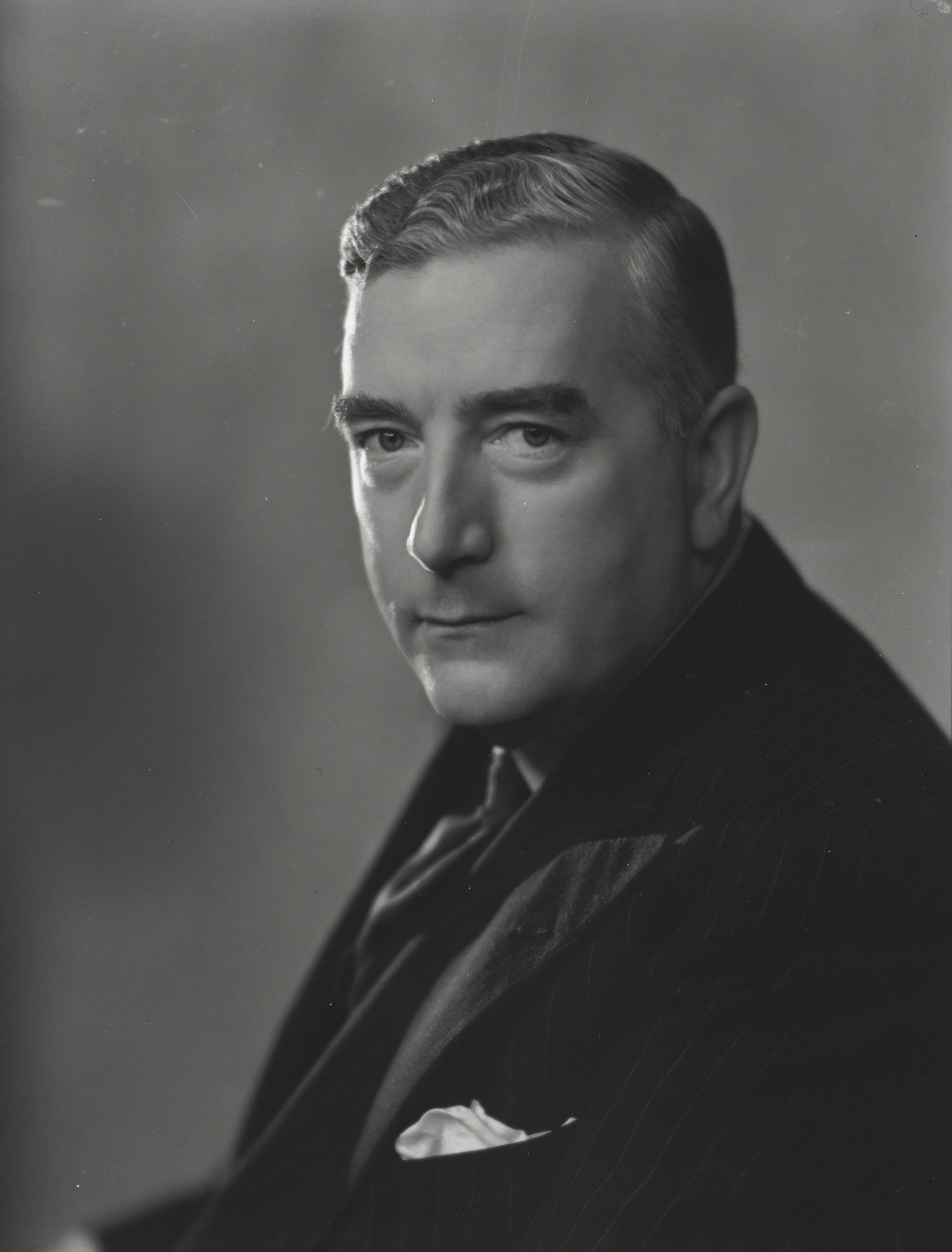
Роберт Мензис, фотография Люка Монта. 1930-е годы

После Второй мировой войны австралийское правительство начало масштабную программу по приёму иммигрантов из Европы. Считалось, что страна чудом избежала японского вторжения, и для того, чтобы избежать подобных проблем в будущем, следует принять меры к тому, чтобы её население было увеличено. Кроме традиционных мигрантов с Британских островов в Австралию переселились в больших количествах, впервые в её истории, жители Центральной и Южной Европы. Процветающая экономика, которая и привлекла мигрантов из разрушенной войной Европы, позволила правительству открыть многочисленные программы по трудоустройству новоприбывших. Между 1948 и 1975 годами в Австралию прибыли два миллиона иммигрантов.
Если во время и сразу после войны (в 1941—1949 годах) правительство возглавляла Австралийская лейбористская партия, то в политической послевоенной жизни страны в основном доминировала основанная в 1945 году правоцентристская Либеральная партия Австралии (часто в коалиции с Национальной партией). Лидер либералов Роберт Мензис стал премьер-министром, продержавшимся у власти дольше всех других премьер-министров Австралии после войны. При нём австралийская экономика динамично развивалась, основным её сектором стала промышленность. В 1970-е годы политика белой Австралии, предусматривающая нежелательность въезда в Австралию мигрантов из стран третьего мира, прекратила действовать, и с 1973 года начался поток азиатских мигрантов, что существенно изменило как демографические, так и культурные показатели страны.
В 1951 году Австралия, вместе с США и Новой Зеландией образовала военный блок АНЗЮС. Австралийские войска участвовали в войнах в Корее и Малайе. Великобритания и Австралия совместно проводили ядерные испытания и запуски ракет в Южной Австралии. К 1959 году население достигло 10 миллионов человек.
В 1986 году с принятием Австралийского акта 1986 года, все конституционные связи между Австралией и Великобританией завершились, хотя король Великобритании по-прежнему формально остаётся главой австралийского государства. В 1999 году был проведён референдум по вопросу установления республики, но это предложение было отвергнуто небольшим большинством (55 %) голосов. Со времени избрания премьер-министра Гофа Уитлэма в 1972 году основное направление современной внешней политики Австралии состоит в установлении и развитии связей со своими соседями по Азиатско-тихоокеанскому региону, сохраняя при этом тесные связи с традиционными союзниками и торговыми партнёрами Австралии.

## Коренные жители Австралии

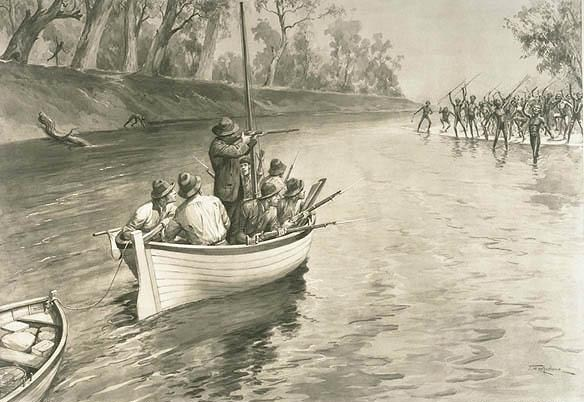
Аборигены угрожают экспедиции Чарльза Стёрта при слиянии Муррея и Дарлинга. Рисунок Дж. Макфарлейна, 1890-е годы, Национальная библиотека Австралии.

Европейская колонизация Австралии сопровождалась сопротивлением коренных жителей континента, что часто приводило к их истреблению. Так, в 1838 году двадцать восемь аборигенов были убиты бывшими каторжниками в так называемой резне при Майл-Крик. В 1884 году около двухсот аборигенов из племени калкадун были убиты около Бэтл-Мантин за сопротивление поселенцам. В 1928 году в Конистоне на Северной территории были вырезаны аборигены трёх племён; оценки числа погибших варьируются между 31 (официальное число) и 110. Это было последнее известное массовое убийство аборигенов.
Численность коренного населения, которая составляла от 750 000 до 1 000 000 человек в начале заселения Австралии европейцами, резко снизилась за 150 лет после начала заселения, в основном из-за инфекционных заболеваний, принесённых белыми.
Между 1869 и 1969 годами проводилась государственная политика насильственного изъятия детей австралийских аборигенов из семей («Украденные поколения»). Масштаб этого явления точно неизвестен. Это считается сейчас многими историками геноцидом коренного населения, возможно способствовавшим снижению количества аборигенов Австралии. Такая интерпретация истории аборигенов оспаривается многими консерваторами, такими как бывший премьер-министр Австралии Джон Говард. Дебаты вокруг «Украденных поколений» в Австралии получили название «Исторические войны». Только в 2008 году премьер-министр Австралии лейборист Кевин Радд публично извинился за эту политику.
Коренное население Австралии впервые получило право участвовать в выборах Содружества в ноябре 1962 года, а в выборах в парламенты штатов лишь после. Последним штатом, уравнявшим их с белыми в избирательных правах, стал Квинсленд (1965). 27 мая 1967 года в Австралии был проведён референдум, по итогам которого были внесены поправки в конституцию страны, разрешившие принимать специальные законы в интересах коренного населения, и изъявшие положение о том, что численность австралийских аборигенов не учитывалась при распределении мест в парламенте, распределении финансов и принятии прочих решений. За принятие поправок проголосовало 90,2 % населения, что является самым большим процентом за всю историю страны.
Права аборигенов на землю не признавались до 1992 года, когда Высокий суд в ходе дела Мабо против Квинсленда отменил понимание Австралии как terra nullius («земля, не принадлежащая никому») до заселения европейцами.